# Live in New York City (album de Bruce Springsteen)
Pour les articles homonymes, voir Live in New York.
Albums de Bruce Springsteen
18 Tracks
(1999) The Rising
(2002)
Singles
1. American Skin (41 Shots)
Sortie : avril 2001

Live in New York City est le dix-septième album de Bruce Springsteen, sorti le 27 mars 2001.

## Disque 1
1. My Love Will Not Let You Down
2. Prove It All Night
3. Two Hearts
4. Atlantic City
5. Mansion on the Hill
6. The River
7. Youngstown
8. Murder Incorporated
9. Badlands
10. Out in the Street
11. Born to Run (bonus track, see above)

## Disque 2
1. Tenth Avenue Freeze-Out
2. Land of Hope and Dreams
3. American Skin (41 Shots)
4. Lost in the Flood
5. Born in the U.S.A.
6. Don't Look Back
7. Jungleland
8. Ramrod
9. If I Should Fall Behind